# Partido Nacionalista Canario
Der Partido Nacionalista Canario (PNC) (deutsch Nationalistisch-Kanarische Partei) ist eine spanische politische Partei. Ursprünglich trat der PNC für einen unabhängigen und souveränen Staat Canarias (Kanarische Inseln) ein. Mittlerweile favorisiert er eher eine freie Anbindung an Spanien mit weitreichenden Kompetenzen für die Regionalregierung.
An den spanischen Parlamentswahlen 2008 trat der PNC zusammen mit der Coalición Canaria (CC) in einer Listenverbindung an. Die Verbindung konnte zwei Sitze im 350 Sitze zählenden Unterhaus des spanischen Parlaments erreichen.
Beim Logo in der Infobox handelt es sich nicht um das Logo der Partei, sondern um ihre – wie für Parteien in Spanien durchaus üblich – Flagge.